# Lublin – Szpital Wojewódzki
Lublin – Szpital Wojewódzki – lądowisko sanitarne w Lublinie, położone przy Al. Kraśnickiej 100. Przeznaczone jest do wykonywania startów i lądowań śmigłowców sanitarnych i ratowniczych w dzień i w nocy o dopuszczalnej masie startowej do 5700 kg. 
Zarządzającym lądowiskiem jest Wojewódzki Szpital Specjalistyczny im. Kardynała Stefana Wyszyńskiego SPZOZ. W roku 1999 lądowisko zostało wpisane do ewidencji lądowisk Urzędu Lotnictwa Cywilnego pod numerem 23.